# Représentation de la Commission européenne en Belgique
 (février 2024).
La Représentation de la Commission européenne en Belgique fait partie du réseau de bureaux de représentation de la Commission dans l'ensemble des États membres de l'Union européenne. Elle est située à Bruxelles, dans le bâtiment Charlemagne. La Commission dispose de représentations dans les capitales de tous les États membres de l’UE, ainsi que de bureaux régionaux à Barcelone, Bonn, Marseille, Milan, Munich et Wroclaw. Ils travaillent en étroite collaboration avec les bureaux de liaison du Parlement européen dans les États membres.

## Historique
C’est en 1968 que la Commission européenne, conformément à la politique de décentralisation de l’information dans les États membres, a ouvert son « bureau de presse et d’information à Bruxelles ». La Commission décide de les renommer « représentations » en 1989.

## Fonction
La Représentation de la Commission européenne en Belgique fait le lien entre le gouvernement belge et le siège de la Commission européenne à Bruxelles. Elle informe le public et les médias des politiques de la Commission et encourage un dialogue politique permanent avec les autorités nationales, régionales et locales, mais aussi avec les parlements, les partenaires sociaux, les parties prenantes ou encore le monde universitaire et la société civile. Dans le même temps, elle tient le siège de la Commission européenne informé des diverses évolutions politiques, sociales et économiques en Belgique.

### Chef de Représentation
Thomas de Béthune est le chef de la représentation en Belgique depuis le 1 septembre 2024,.

## Services régionaux d'information et de conseil
Le travail de la représentation est complété par un ensemble de relais répartis dans tout le pays parmi lesquels :

### Europe directe
On dénombre 9 centres EUROPE DIRECT en Belgique. Les centres EUROPE DIRECT contribuent à rapprocher l’Union européenne des citoyens sur le terrain et à faciliter leur participation aux débats sur l’avenir de l’UE. Ils répondent aux questions sur les politiques, les programmes et les priorités de l’UE. Ils cherchent à engager le dialogue avec les citoyens et les parties prenantes afin que ceux-ci se sentent davantage associés au projet européen.

### Centre de documentation européenne
Les 5 Centres de documentation européenne en Belgique promeuvent l’enseignement et la recherche sur l’intégration européenne. Ils fournissent une sélection de documents sur les affaires européennes et encouragent la communauté universitaire à participer au débat sur l’avenir de l’UE.

### Entreprise Europe Network
Le réseau Entreprise Europe Network (EEN) aide les entreprises à innover et à se développer à l’échelle internationale. Il s’agit du plus grand réseau mondial de soutien aux petites et moyennes entreprises (PME) ayant des ambitions internationales. Le réseau est actif dans le monde entier. Il rassemble des experts issus d’organisations membres réputées pour leur excellence en matière de soutien aux entreprises. Le réseau Entreprise Europe dispose de 13 points de contact en Belgique.